# Kalendarium historii Dominiki

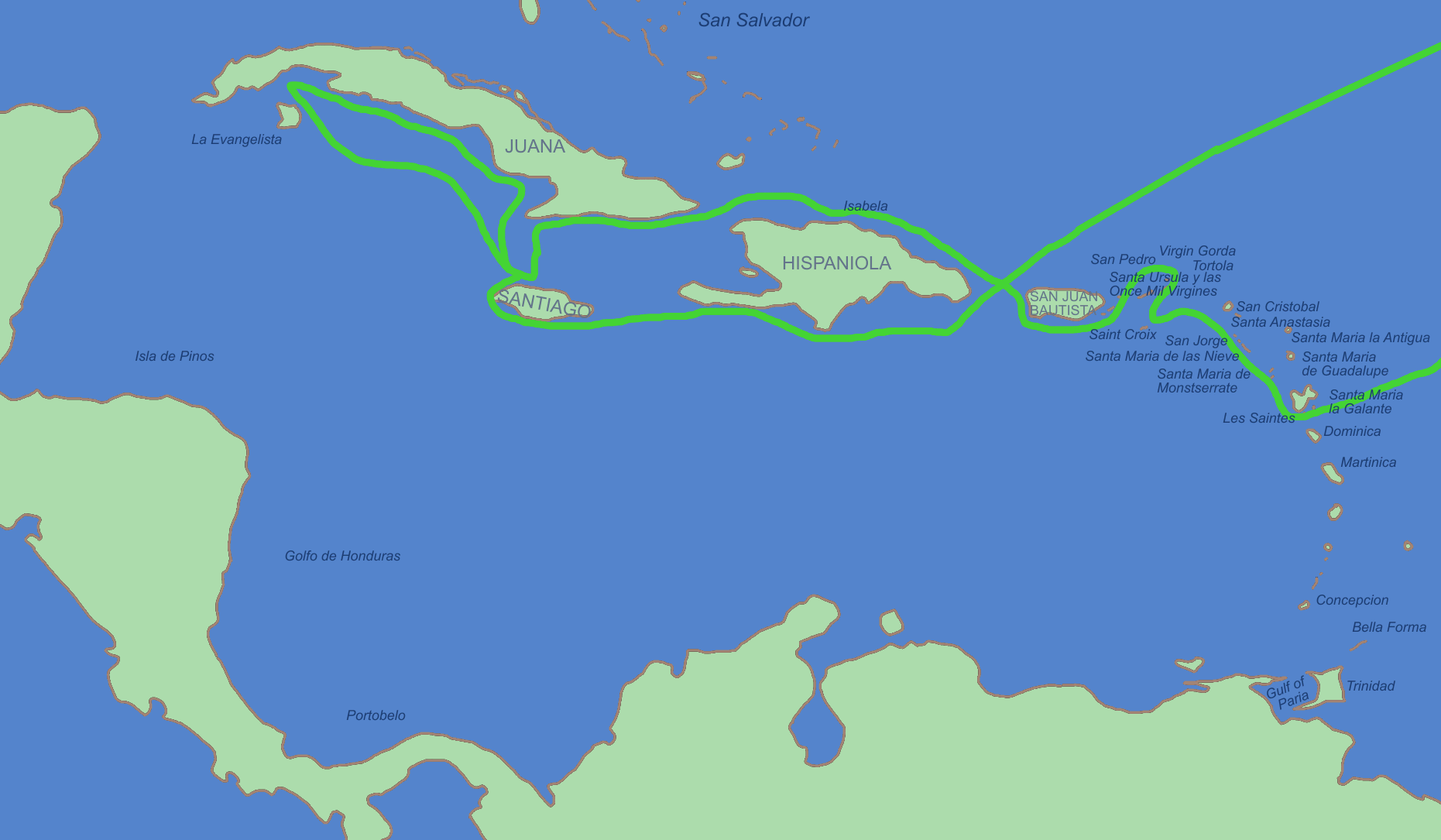
Wyprawa Kolumba z 1493

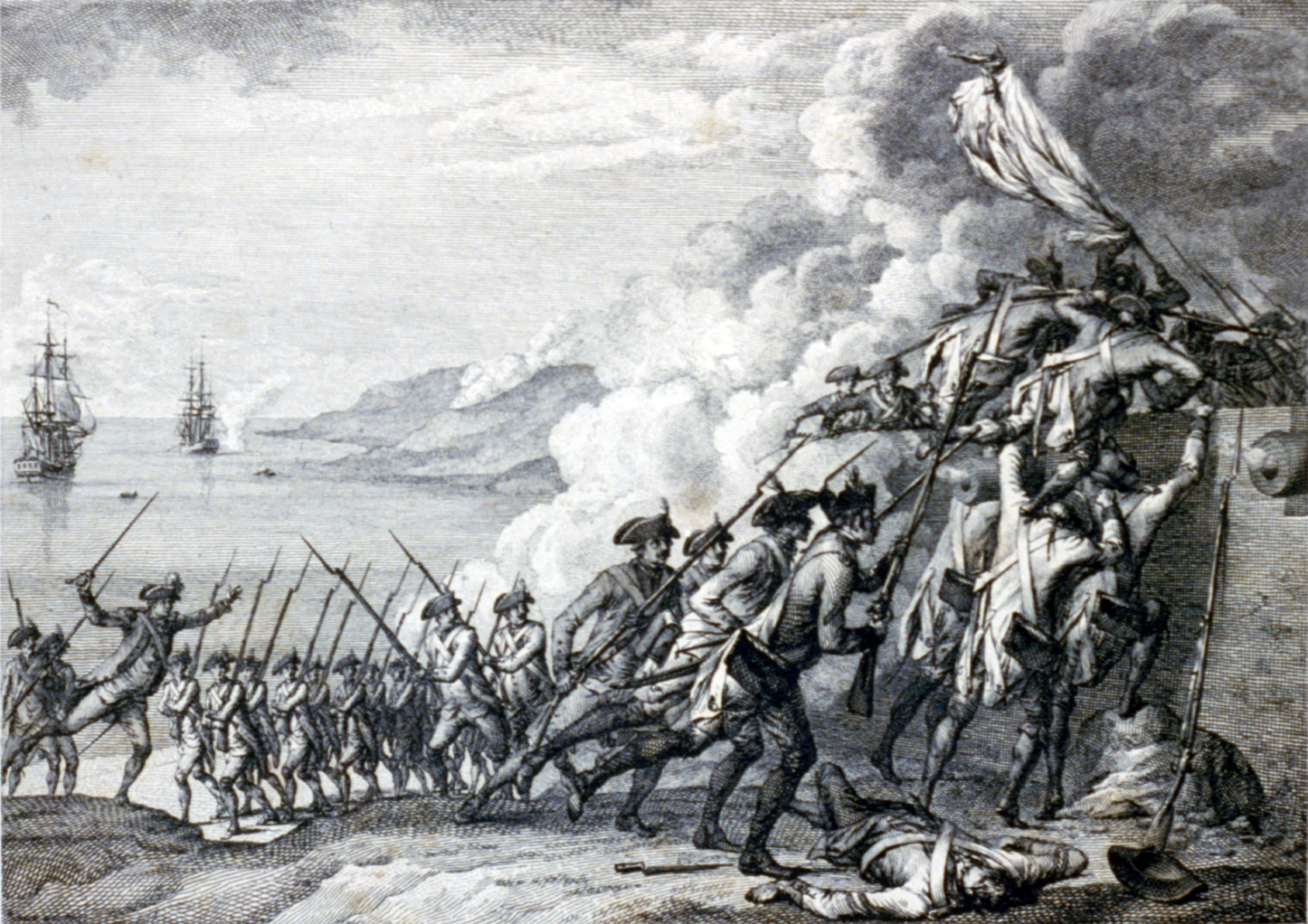
Obraz przedstawiający szturm Francuzów na brytyjski garnizon na Dominikanie

Flaga Federacji Wysp Podwietrznych

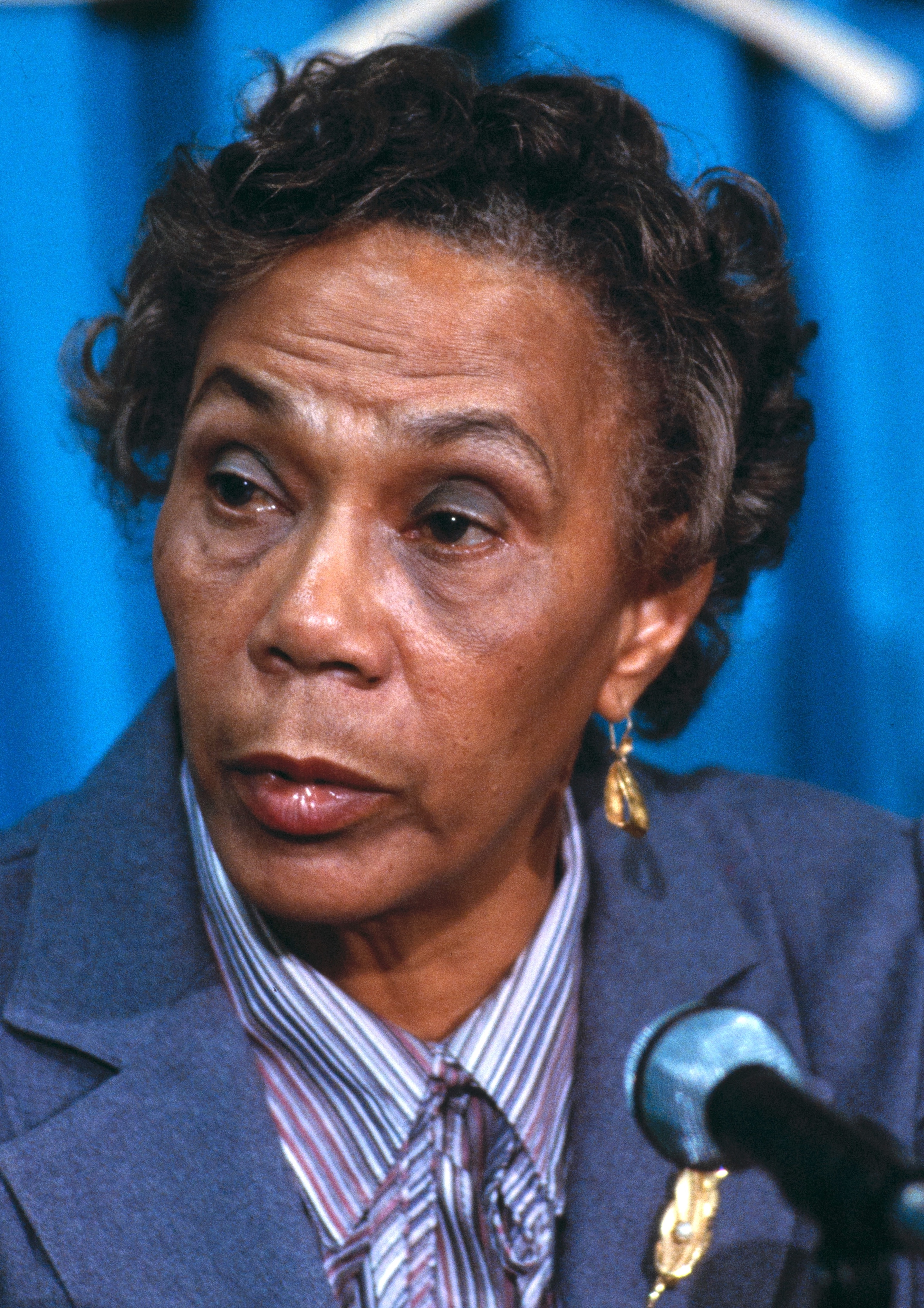
Eugenia Charles

Kalendarium historii Dominiki.

## Początki osadnictwa Europejczyków
- 3 listopada 1493 – Krzysztof Kolumb odkrywa Dominikę i nadaję jej tę nazwę[1].
- 1632 – pojawiają się pierwsi francuscy osadnicy[2].
- 1748 – na mocy pokoju w Akwizgranie Wielka Brytania i Francja przyznają Dominice status neutralnej wyspy[1].
- 1759 – Wielka Brytania podbija wyspę[1].

## Panowanie brytyjskie i francuskie
- 1763 – na mocy pokoju paryskiego Dominika zostaje przyznana Wielkiej Brytanii i jest administrowana jako część Wysp Podwietrznych[2].
- 1771 – Dominika zostaje osobną kolonią pod panowaniem brytyjskim[2].
- 1778 – francuska inwazja doprowadza do przejęcia wyspy[1][3].
- 1783 – na mocy pokoju wersalskiego wyspa wraca pod panowanie brytyjskie[1].
- 1795 – nieudana francuska wyprawa na wyspę[1].
- 1805 – nieudana francuska wyprawa, podczas której dochodzi do spalenia Roseau[1].
- 1833 – na terenie całego Imperium Brytyjskiego (z wyjątkiem Indii), w tym na Dominice, dochodzi do wprowadzenia zakazu niewolnictwa[4].
- 1871 – Dominika wraca w skład Brytyjskich Wysp Podwietrznych, które w związku z tym zostają przeorganizowane w federację kolonii (Federację Wysp Podwietrznych)[2].
- 1896 – Dominika ponownie staje się kolonią korony brytyjskiej[5].
- 1924 – w wyniku wzrostu świadomości narodowej na Karaibach, Stowarzyszenie Rządu Przedstawicielskiego domagające się większej reprezentacji mieszkańców Dominiki, zdobywa w wyborach do lokalnego parlamentu jedną trzecią mandatów[5].
- 1936 – Stowarzyszenie Rządu Przedstawicielskiego zdobywa połowę mandatów w wyborach do lokalnego parlamentu[5].
- 1939 – Dominika występuje z Federacji Wysp Podwietrznych[2].
- 1940 – Dominika staje się częścią Federalnej Kolonii Wysp Zawietrznych[2].
- 1958-1962 – wyspa funkcjonuje jako część Federacji Indii Zachodnich[1].
- 1967 – Dominice zostaje nadany status państwa stowarzyszonego z Wielką Brytanią[2].
- 1974 – Patrick John zostaje premierem[1].

## Niepodległe rządy
- 1978 – Wspólnota Dominiki zyskuje niepodległość w ramach Wspólnoty Narodów oraz członkostwo w ONZ[2].
- czerwiec 1979 – Patrick John ustępuje ze stanowiska po krytyce jego polityki współpracy z apartheidowską Republiką Południowej Afryki. Pełniącym obowiązki premiera zostaje Oliver Seraphin[1].
- sierpień 1979 – huragan David powoduje ogromne zniszczenia na wyspie i generuje duże straty w gospodarce[1].
- 1980 – w wyniku zwycięstwa wyborczego, rząd obejmuje prawicowa Partia Wolności Dominiki. Premierem zostaje Eugenia Charles[5].
- 1983 – amerykańska inwazja na Grenadę, wsparta przez Dominikę[5].
- 1995 – lewicowa Zjednoczona Partia Robotnicza wygrywa wybory, a jej lider, Edison James zostaje premierem[1].
- luty 2000 – premierem zostaje Rosie Douglas z Partii Pracy Dominiki[5].
- październik 2000 – Rosie Douglas umiera na zawał serca, premierem zostaje Pierre Charles[1].
- 6 stycznia 2004  – Pierre Charles umiera, obowiązki premiera przejmuje Osborne Riviere.
- 8 stycznia 2004 – nowym premierem zostaje Roosevelt Skerrit.
- 2015 – około 90 procent powierzchni Dominiki zostaje zniszczone z powodu huraganu Maria[6].